# Clonlara
Clonlara (irisch Cluain Lára) ist ein Ort im County Clare in Irland. 2022 zählte der Ort 724 Einwohner.

## Lage
Clonlara liegt etwa zwölf Kilometer nordöstlich von Limerick zwischen dem Ardnacrusha Headrace Canal und dem Errina Canal. Westlich des Ardnacrusha Canals führt die R463 von Limerick nach Killaloe.

## Sehenswürdigkeiten

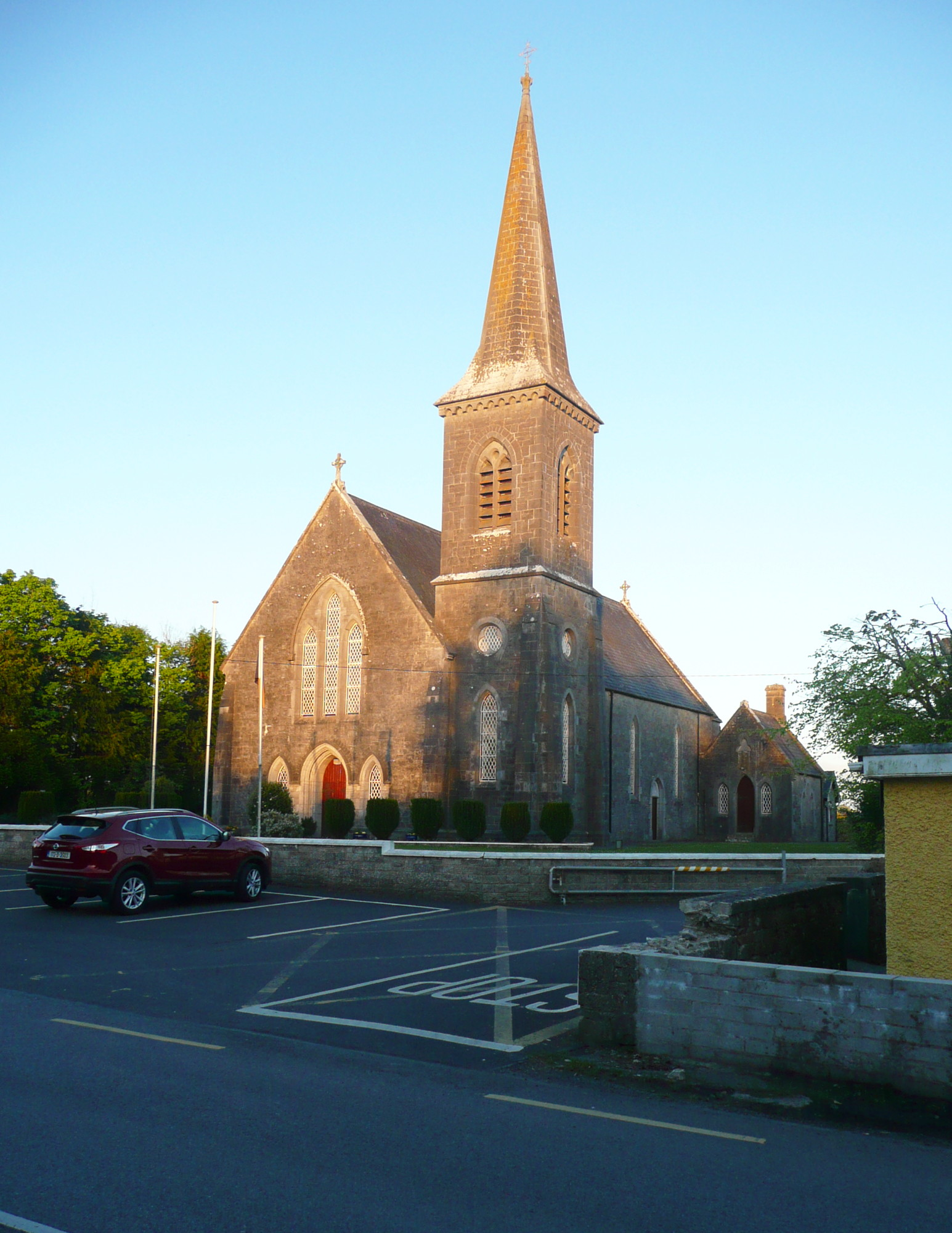
St. Senan’s Church

- St. Senan’s Church

## Söhne und Töchter der Stadt
- Jan O’Sullivan (* 1950), Politikerin der Irish Labour Party, Bildungsministerin (2014–2016)